# Świba
Świba – wieś w Polsce położona w województwie wielkopolskim, w powiecie kępińskim, w gminie Kępno.
| SIMC    | Nazwa       | Rodzaj    |
| ------- | ----------- | --------- |
| 0199941 | Cegielnia   | część wsi |
| 0199958 | Wierzbięcin | część wsi |

W latach 1975–1998 miejscowość administracyjnie należała do województwa kaliskiego.
Wieś leży przy linii kolejowej Kępno – Wieluń – Herby Nowe, ok. 4 km na wschód od Kępna i ok. 45 km na południe od Ostrowa Wielkopolskiego. W Świbie znajduje się przystanek kolejowy na którym zatrzymują się pociągi osobowe. Wschodnia granica sołectwa Świba jest jednocześnie granicą województw: wielkopolskiego i łódzkiego oraz zachodnią miasta Wieruszów.
Przez miejscowość przebiega droga wojewódzka nr 482.
W Świbie znajdują się m.in. szkoła podstawowa, zabytkowy drewniany kościół parafialny i ochotnicza straż pożarna.
Ze Świby pochodzi Rafał Kurzawa, piłkarz Górnika Zabrze, reprezentant Polski.
Pochodzi stąd również Patryk Pegza, założyciel i główny wokalista zespołu After Party.